# وضاخ
وضاخ أو أضاخ أو معدن البرم هي مركز يقع عند جبال واردات شمال محافظة الدوادمي في منطقة الرياض في المملكة العربية السعودية وتتميز بماءها الحلو وتشتهر عبلة وضاخ بوفرة الزبيدي (الفقع) في موسم الربيع مما يجذب الناس لهذه البقعة في فترة الربيع ورئيس هذا المركز هو فيحان بن مدوخ البراق

## نبذة تاريخية
- وصفها العبودي فقال: «أضاخ قريه في عالية القصيم وتقع جنوب الأثلة».[1]
- ووصفها عرام فقال: «قرية بين مكة والطائف يقال لها المعدن معدن البرم كثيرة النخل والزروع والمياه مياه آبار يسقون زروعهم بالزرانيق».[2]
- ووصفها أبو الدينار فقال: «معدن البرم لبني عقيل».[2]
- ووصفها البيهقي فقال: «ومن منازل كنانة في طريق الطائف معدن البرم التي تحمل إلى الآفاق، وفي طريق العراق وادي نخلة: وفيه قرى ومزارع، بينه وبين عرفات مرحلة. ولهم فيما بين الحرمين: الأبواء وهو جبل، وودان وكان يختص بها منهم بنو ضمرة، والفرع وواديه يصب في ودان».[3]
- ووصفها ياقوت الحموي فقال: «أضاخ بالضم وآخره خاء معجمة من قرى اليمامة لبني نمير... وأضاخ سوق وبها بناء وجماعة ناس وهي معدن البرم».[4]